# WWE 2K16
WWE 2K16 è un videogioco di wrestling del 2015, sviluppato da Yuke's e Visual Concepts e pubblicato da 2K Sports per PlayStation 3, PlayStation 4, Xbox 360, Xbox One e Microsoft Windows.
Le versioni per PlayStation 3 e Xbox 360 presentano differenze rispetto a quelle per Playstation 4 e Xbox One.

## Promozione

Una immagine del gioco

All'E3 di Los Angeles sono rivelati i primi sei componenti del roster: Paige, Seth Rollins, Daniel Bryan, Dean Ambrose, Bad News Barrett e Finn Bàlor. Nello stesso mese, tramite il proprio account social, gli sviluppatori hanno annunciato che il gioco conterrà il roster più ampio di sempre, dato che saranno disponibili ben 120 personaggi giocabili, differenziandosi enormemente dal capitolo precedente che ne contiene 67.
Il 6 luglio 2015 viene anche resa nota a tutto il mondo la cover ufficiale del gioco, che avrà come protagonista Steve Austin.
Il 25 luglio, in seguito allo scandalo che ha coinvolto Hulk Hogan, la 2K ha fatto sapere tramite twitter che rispetta la decisione della WWE e di conseguenza l'Hulkster è stato ufficialmente rimosso dal roster di gioco.
Il 27 luglio viene confermato Arnold Schwarzenegger come T-800, così come appare nei film Terminator (1984) e Terminator 2 - Il giorno del giudizio (1991) come bonus del preordine.
Il 27 luglio nella puntata di Raw JBL e Michael Cole si confermano come commentatori e il giorno successivo 2K pubblica uno screenshot raffigurante il caratteristico cappello di JBL sul tavolo di commento, nel cui sfondo sembra esserci la maglia indossata da Jerry Lawler nei videogiochi della serie. Il 3 agosto, JBL annuncia ufficialmente il commento a tre per il videogioco solo per le versioni PS4 E XBOX ONE,mentre per le versioni PS3 e XBOX360 il commento del videogioco e' a 2 e cioè quello di Michael Cole e Jerry Lawler.
Il 4 agosto IGN pubblica in occasione del Gamescom di Colonia degli screenshot raffiguranti Bad News Barret, Daniel Bryan, Finn Bàlor e Steve Austin, le entrate di Finn Bàlor e Seth Rollins, e un breve video di gameplay tra i due.
Nei giorni successivi vengono annunciate novità anche sulla modalità MyCareer e altre caratteristiche del gioco.
L'8 agosto viene annunciato che Lilián García sarà la ring announcer del gioco.
Il 10 agosto IGN, attraverso il suo profilo twitter, annuncia che verranno rivelati dei membri del roster ogni settimana e lo stesso giorno pubblica la prima lista.
Il 21 agosto, attraverso il suo profilo twitter la 2K Games e ad un evento WWE in occasione di SummerSlam annuncia che Jim Ross sarà uno dei commentatori degli incontri della modalità 2K Showcase, focalizzata sulla carriera di Steve Austin, della quale si poteva giocare in una demo il match di King of the Ring 1996 tra Austin e Jake Roberts, l'altro commentatore sara' Jerry Lawler.
Il 25 settembre 2K rilascia un trailer dedicato alla modalita carriera
Viene poi confermato il peso della versione Next Gen che si aggira sui 38 Gb.
Il 23 ottobre viene annunciato che ci saranno moltissime arene classiche, tra cui Raw Is War e tante altre.

## Novità
- La modalità MyCareer farà il suo ritorno e avrà una maggiore longevità rispetto al suo predecessore portando il giocatore ad entrare nella WWE Hall Of Fame;
- Le modalità Create-A-Diva, Create-A-Show, Create-An-Arena e Create-A-Championship torneranno nel videogioco;
- La modalità WWE Universe è stata migliorata e permetterà di bookare i wrestler in show diversi;
- Le prestazioni del gioco online sono state migliorate;
- È stata migliorata l'IA di arbitri e dei manager;
- Non ci sarà nessuna schermata di caricamento tra le varie entrate e sarà possibile attaccare l'avversario durante la sua entrata verso il ring.

## Modalità di gioco
Il sistema delle contromosse è stato rielaborato per migliorare la fluidità generale dello scontro e per aggiungere un nuovo livello di strategia. Ogni Superstar ha un numero limitato di contrattacchi che si ricaricano col tempo, il che significa che i giocatori non dovranno provare a contrattaccare ogni volta che vengono attaccati, ma aspettare il momento migliore per rovesciare le sorti del match. Vengono introdotti contrattacchi maggiori e minori per alcune mosse. I contrattacchi minori sono più facili da effettuare e richiedono un solo slot contrattacco. I contrattacchi maggiori sono più difficili da effettuare, ma offrono una ricompensa molto maggiore rispetto al semplice danno: se vanno a segno indeboliscono l'avversario in diversi modi e offrono l'opportunità di cambiare a proprio favore l'andamento del match.
Viene introdotto un nuovo sistema di schienamento, che parte da un minigioco completamente nuovo e offre una serie di novità per schienamenti e reazioni. Quando l'avversario effettua un kick-out, la superstar può reagire al mancato schienamento e rivolgersi all'arbitro per protestare. Compaiono nel gioco anche schienamenti sleali e rope break. Gli schienamenti sleali permettono ai giocatori di sfruttare a proprio vantaggio le corde per schienare l'avversario, c'è però la possibilità che l'arbitro se ne accorga e annulli il tentativo di schienamento. I rope break sono un altro modo per sfuggire a uno schienamento e si affidano al fatto che l'arbitro veda il giocatore afferrare le corde. In linea con gli eventi e la programmazione live della WWE, non c'è modo di sapere cosa vedrà l'arbitro durante un match.
Ha subito cambiamenti anche il sistema delle sottomissioni: il minigioco BreakingPoint è stato sostituito con uno che sfrutta le levette analogiche.
Nuove posizioni nelle mosse concatenate e attributi permettono ai giocatori di distinguere le superstar l'una dall'altra: si possono effettuare prese durante una stretta e ci si può liberare con break puliti e sia il giocatore che l'avversario possono portare a segno colpi bassi.
Nuove sono pure le prese trattenute, che danno modo ai giocatori di recuperare resistenza, mentre riducono quella dell'avversario.
Il gioco apporta grossi miglioramenti all'IA di superstar, arbitri e manager. Per esempio, i manager possono intervenire durante un match cercando di distrarre l'arbitro, o di attirarne l'attenzione per aiutare il giocatore. Importanti cambiamenti sono stati introdotti per l'IA specifica degli incontri, compresi i match Tag Team.
Con la rimozione dei caricamenti tra le entrate e l'inizio del match viene introdotta anche la possibilità del Break Out, che permette di interrompere l'animazione per prendere il controllo della propria superstar durante la sua entrata verso il ring ed eventualmente attaccare l'avversario.

## 2K SHOWCASE
IL 2K Showcase è la modalita' storia del gioco incentrata sulla carriera di Steve Austin fino al suo ritiro dal 1994 al 2003. Completandolo al 100% questa modalita' si sbloccano personaggi, manager, costumi alternativi, arene,entrate e oggetti per la personalizzazione dei personaggi creati. I combattimenti in totale sono 29 e sono:
1) King of The Ring 1996 Stone Cold Steve Austin vs Jake Roberts
2) Match Bonus Bash at The Beach 1994 Stone Cold Steve Austin vs Ricky Steamboat
3) Survivor Series 1996 Stone Cold Steve Austin vs Bret Hart
4) WrestleMania 13 Stone Cold Steve Austin vs Bret Hart
5) In Your House 14 Revenge of the Taker Stone Cold Steve Austin vs Bret Hart
6) King of the Ring 1997 Stone Cold Steve Austin vs Shawn Michaels
7) D-Generation X in Your House Stone Cold Steve Austin vs The Rock
8) WretsleMania 14 Stone Cold Steve Austin vs Shawn Michaels
9) Bonus Match WrestleMania 12 Stone Cold vs Savio Vega
10) Unforgiven in your House Stone Cold vs Dude Love
11) Over The Edge in your House Stone Cold vs Dude Love
12) Monday Night Raw 1998 Stone Cold vs Kane
13) SummerSlam 1998 Stone Cold vs The Undertaker
14) Monday Night Raw 1998 Stone Cold vs The Rock
15) Rock Botoom in your House Stone Cold vs The Undertaker
16) St. Valentine's Day Massacre in your House Stone Cold vs Mr. McMahon
17) Bonus Match November to Remember 1995 Stone Cold vs Mickey Whipwreck
18) WrestleMania 15 Stone Cold vs The Rock
19) Backlash 1999 Stone Cold vs The Rock
20) King of the Ring 1999 Stone Cold vs Mr. McMahon e Shane McMahon
21) Monday Night Raw 1999 Stone Cold vs The Undertaker
22) Fully Loaded 1999 Stone Cold vs The Undertaker
23) Royal Rumble 2001 Stone Cold vs Billy Gunn, Rikishi, The Rock, The Undertaker e Kane
24) No Way Out 2001 Stone Cold vs Triple H
25) WrestleMania 17 Stone Cold vs The Rock
26) Blacklash 2001 Stone Cold e Triple H vs The Undertaker e Kane
27) Bonus Match Clash of the Champions 25 Stone Cold vs Brian Pillman
28) Vengeance 2001 Stone Cold vs Chris Jericho
29) WrestleMania 19 2003 Stone Cold vs The Rock

## Roster
In totale includendo i DLC, il roster è composto da 180 personaggi (68 uomini, 16 donne, 16 manager e 80 leggende).
| Uomini | Donne | Manager | Leggende |
| --- | --- | --- | --- |
| - Adam Rose - Aiden English - Bad News Barrett - Baron Corbin - Batista - Big E - Big Show - Blake (DLC) - Bo Dallas - Bray Wyatt - Brock Lesnar - Cesaro - Chris Jericho - Christian - Colin Cassady - Curtis Axel - Damien Mizdow - Daniel Bryan - Darren Young - Dean Ambrose - Diego (DLC) - Dolph Ziggler - Enzo Amore - Erick Rowan - Fandango - Fernando (DLC) - Finn Bálor - Goldust - Heath Slater - Hideo Itami - Jack Swagger - Jey Uso - Jimmy Uso - John Cena - Kalisto - Kane - Kevin Owens - Kofi Kingston - Konnor - Luke Harper - Mark Henry - The Miz - Buddy Murphy (DLC) - Neville - R-Truth - Randy Orton - The Rock - Roman Reigns - Rusev - Ryback - Sami Zayn - Samoa Joe (DLC) - Santino Marella - Seth Rollins - Sheamus - Simon Gotch - Sin Cara - Stardust - Sting - Titus O'Neil - Triple H - Tyler Breeze - Tyson Kidd - The Undertaker - Viktor - William Regal - Xavier Woods - Zack Ryder | - Alicia Fox - Alundra Blayze (DLC) - Brie Bella - Cameron - Emma - Eva Marie - Layla - Lita (DLC) - Naomi - Natalya - Nikki Bella - Paige - Summer Rae - Stephanie McMahon - Tamina - Trish Stratus (DLC) | - Bobby Heenan - Brad Maddox - Col. Robert Parker - Gerald Brisco - Jimmy Hart - Lana - Miss Elizabeth - Pat Patterson - Paul Bearer - Paul Heyman - Rosa Mendes - Sensational Sherri - Stephanie McMahon (Corporate) - Ted DiBiase - Vince McMahon - Zeb Colter | - André the Giant - Arn Anderson (DLC) - Bam Bam Bigelow - Big Boss Man (DLC) - Billy Gunn - Booker T - Booker T '96 (Harlem Heat) (DLC) - Bret Hart - Brian Pillman - The British Bulldog - Butch Miller (DLC) - Cactus Jack - Colonel Mustafa - Chris Jericho '01 - D'Lo Brown - Diamond Dallas Page - Dude Love - Dustin Rhodes (DLC) - Dusty Rhodes (DLC) - Earthquake (DLC) - Edge - Faarooq - Fit Finlay - General Adnan - Haku - Hunter Hearst Helmsley - Jake Roberts - Jake Roberts '91 (DLC) - Jim Neidhart - JBL - Kama Mustafa - Kane '01 - Ken Shamrock - Kevin Nash - Kevin Nash '96 (Outsiders) (DLC) - Larry Zbyszko (DLC) - Lex Luger - Lord Steven Regal - Luke Williams (DLC) - Mark Henry '98 - Mankind - Mikey Whipwreck - Mr. Perfect (DLC) - Paul Wight - Randy Savage - Randy Savage '91 (DLC) - Ric Flair - Ric Flair '91 (DLC) - Rick Rude - Ricky Steamboat - Ricky Steamboat '91 (DLC) - Rikishi - Rikishi '00 (DLC) - The Rock '03 - The Rock '00 (DLC) - Roddy Piper (DLC) - Savio Vega - Scott Hall (Outsiders)(DLC) - Sgt. Slaughter - Stevie Ray (Harlem Heat)(DLC) - Shane McMahon - Shawn Michaels - Stone Cold Steve Austin - Stone Cold Steve Austin '97 - Stone Cold Steve Austin '03 - Stunning Steve Austin - Superstar Steve Austin - Sting '91 - Sting '99 - Tatsumi Fujinami (DLC) - Terminator T-800 (Terminator) (DLC) - Terminator T-850 (Terminator 2) (DLC) - Typhoon (DLC) - Triple H '01 - The Ultimate Warrior - The Undertaker '99 - The Undertaker '01 - Vader - Vince McMahon - X-Pac |

### Tag Team e Stable
In totale icludendo i DLC, ci sono 22 Tag Team.
- The Ascension (Konnor e Viktor)
- The Bella Twins (Brie Bella e Nikki Bella)
- The Brothers of Destruction (Kane '01 e The Undertaker '01)
- Cesaro & Tyson Kidd
- D-Generation X (Triple H e Shawn Michaels)
- Erick Rowan & Luke Harper
- Enzo Amore & Colin Cassady
- The Lucha Dragons (Kalisto e Sin Cara)
- The Miz & Damien Mizdow
- Naomi & Tamina Snuka
- The Nation of Domination (Faarooq, Kama Mustafa, D'Lo Brown, The Rock '03 e Mark Henry '98)
- The New Day (Kofi Kingston, Xavier Woods e Big E)
- The Prime Time Players (Darren Young e Titus O'Neil)
- The Usos (Jey Uso e Jimmy Uso)
- The Vaudevillains (Aiden English e Simon Gotch)
- Blake e Murphy (DLC)
- The Bushwhackers (Luke Williams e Butch Miller) (DLC)
- Los Matadores (Diego e Fernando) (DLC)
- The Natural Disasters (Earthquake e Typhoon) (DLC)
- The Outsiders (Kevin Nash '96 e Scott Hall) (DLC)
- Harlem Heat (Booker T '96 e Stevie Ray) (DLC)
- The Enforcers (Arn Anderson e Larry Zbyszko) (DLC)
- Rhodes e Steamboat (Dustin Rhodes e Ricky Steamboat'91) (DLC)

### Campioni
- WWE World Heavyweight Champion: Seth Rollins
- WWE Intercontinental Champion: Ryback
- WWE United States Champion: Seth Rollins
- WWE Tag Team Champions: Big E, Kofi Kingston & Xavier Woods
- WWE Divas Champion: Nikki Bella
- NXT Champion: Finn Bálor
- NXT Tag Team Champions: Aiden English & Simon Gotch
- NXT Women's Champion: Paige

## Commentatori
Michael Cole, Jerry Lawler e JBL (solo versioni PS4 e XBOXONE)
Michael Cole e Jerry Lawler (solo versioni PS3 e XBOX360)
Jerry Lawler e Jim Ross (solo 2K Showcase di Steve Austin)
Lilián García (annunciatrice delle entrate dei wrestler sul ring)

## Arene
In totale, includendo i DLC le arene sono 53.
- Raw
- Raw '98
- Raw '99
- Smackdown
- NXT
- Main Event
- Superstars
- Backlash '99
- Backlash '01
- Battleground
- D-Generation X
- ECW November to Remember
- Elimination Chamber
- Extreme Rules
- Fastlane
- Fully Loaded '99
- Hell in a Cell
- King of the Ring '96
- King of the Ring '97
- King of the Ring '99
- Money in the Bank
- Night of Champions
- No Way Out '01
- NXT Arrival
- Over the Edge '98
- Payback
- Revenge of the 'Taker
- Rock Bottom '98
- Royal Rumble
- Royal Rumble '01
- St. Valentine's Day Massacre
- SummerSlam
- SummerSlam '91 (DLC)[7]
- SummerSlam '98
- Survivor Series
- Survivor Series '96
- Survivor Series '00 (DLC)[7]
- This Tuesday in Texas (DLC)[7]
- TLC: Tables, Ladders & Chairs
- Unforgiven '98
- Vengeance '01
- WCW Bash at the Beach '94
- WCW Clash of the Champions XVII (DLC)[7]
- WCW Clash of the Champions XXV
- WCW Halloween Havoc '96 (DLC)[7]
- WCW Supershow 1 (DLC)[7]
- WrestleMania 31
- Wrestlemania XII
- WrestleMania 13
- WrestleMania XIV
- WrestleMania XV
- WrestleMania X-Seven
- WrestleMania XIX